# Major League Baseball
A Major League Baseball (rövidítve: MLB, néha ML) Észak-Amerika egyetlen első osztályú profi baseball bajnoksága. 1903-ban alapították, két főcsoportból a régebbi Nemzeti Ligából (National League) és az Amerikai Ligából (American League) áll. Mindkét főcsoport három csoportra oszlik, Keleti (East Division), Középső (Central Division) és Nyugati Csoportra (West Division). A Major League-ben összesen 29 egyesült államokbeli és egy kanadai csapat játszik.
A bajnokság szabályai az 1876-ban létrejött (akkor még Nemzeti Liga Alkotmányának nevezett), Major League Baseball Alkotmányban (Constitution) vannak lefektetve. A Baseball Megbízott (Commissioner of Baseball) – jelenleg Rob Manfred – igazgatja a bajnokságot, feladatai közé tartozik többek közt a bírók alkalmazása és felügyelete, a reklámszerződések megkötése és a televíziós közvetítési jogok értékesítése.
A világ legnagyobb helyszíni nézőszámú profi sportligája.

## A bajnokság menete
A bajnokság két részből áll, az első rész az alapszakasz (regular season), ezután következik a három szakaszból álló rájátszás (post-season vagy playoff) aminek zárásaként november elején rendezik meg a döntőt, a World Series-t.

### Alapszakasz (Regular season)
A csapatok februárban kezdik a bajnokságra való felkészülést, főleg floridai és arizonai edzőtáborozással. Az alapszakasz március végén, április elején kezdődik és szeptember végéig, október elejéig tart. Ebben az időszakban minden csapat 162 meccset játszik, ennek kb. felét a csoporton belül, több mint egy harmadát ligán belül, a maradékot pedig a másik liga csapataival, interleague meccseken.

### Rájátszás (Post-Season)
Az alapszakasz végén 8 csapat jut tovább a post-seasonbe, vagyis a rájátszásba: a csoportok nyertesei (3-3 csapat) és ligánként az utánuk következő legtöbb pontot elért csapat, ez a wildcard hely. A továbbjutott nyolc csapat három szakaszban mérkőzik egymással. Az első két szakaszban ligán belül maradnak és csak a döntő World Series meccseken játszik egymás ellen az Amerikai és a Nemzeti Liga bajnoka.

#### Divison Series
Ligán belül játszanak a csapatok, ennek megfelelően van American League Division Series és National League Division Series is. A csapatok öt mérkőzésből álló sorozatot játszanak, de három győzelem után nem folytatják a küzdelmet. A ligagyőztes a negyedik helyen továbbjutott csapattal (wildcard), a másik két csoport győztese értelemszerűen egymással mérkőzik. Ligánként két vagyis összesen négy csapat jut tovább.

#### Championship Series
Ligadöntő, a két-két Division Series győztes csapat játszik egymással egy maximum hét mérkőzésből álló sorozatot.

#### World Series
Október végén vagy november elején játsszák a World Series elnevezésű döntő meccs-sorozatot, ahol az Amerikai Liga és a Nemzeti Liga győztese mérkőzik egymással. Maximum hét meccset játszanak a csapatok, de négy győzelem esetén nem folytatják le a további mérkőzéseket. A sorozatot az év közben játszott All-Star gálán győztes ligába tartozó csapat pályáján kezdik.
A "World Series" elnevezés a "World's Championship Series" rövidítése, még az 1880-as évekből származik, amikor profi szinten csak az Egyesült Államokban játszottak baseballt. A legtöbb, összesen 27 World Series győzelme a New York Yankees-nek van, 2010-ben a San Francisco Giants nyert.

### All-Star mérkőzés
Az évad félidejénél, július elején három napos szünetet tartanak a bajnokságban és ilyenkor rendezik az All-Star mérkőzést vagyis a ligaválogatottak meccsét. 
A 2002-es mérkőzés döntetlennel végződött, mert mindkét csapat kifogyott a dobójátékosokból. A szurkolók nagyon csalódottak voltak, ezért 2004-től a győztes liga későbbi bajnokának pályáján játsszák a World Series döntőt. Azt remélték ettől a szabálymódosítástól, hogy tétet ad a korábban súlytalan barátságos meccsnek és így komolyabban veszik a csapatok.
Az All-Star csapatba az 1970-es évektől kezdve a védekező (fielding) játékosokat a szurkolók szavazatai alapján válogatják be. A dobójátékosokat (pitchers) a kezdetektől a csapat menedzsere válogatta, 2004-től azonban néhány dobót és cserejátékost a Major League játékosai szavaznak be, a többit továbbra is a menedzserek választják. A szavazástól függetlenül minden Major League-ben játszó csapatból legalább egy játékosnak játszania kell az All-Star meccsen, hogy fenntartsák a szurkolók érdeklődését.
2008-ban New Yorkban, a New York Yankees bezárás előtt álló, régi stadionjában rendezték a mérkőzést, amit az Amerikai Liga nyert. 2009-ben St. Louis-i Busch Stadium-ban, a St. Louis Cardinals otthonában lesz az All-Star meccs, 2010-ben pedig Los Angeles-ben, a Los Angeles Angels of Anaheim stadionjában.

## A csapatok
A Major League-ben – éppúgy mint más amerikai profi sportokban – évről évre ugyanazon csapatok vesznek részt, a legrosszabbul teljesítő csapatok év végén nem kerülnek át alacsonyabb osztályba, mint például a labdarúgásnál. A baseballban van alacsonyabb osztályú bajnokság, a Minor League Baseball, de az itt szereplő csapatok a Major League-ben szereplő klubokhoz tartoznak és inkább az utánpótlásnevelésben van szerepük.
| Divízió       | Csapat                | Város                       | Stadion                      | Befogadóképesség | Alapítás      | Csatlakozás   | Forrás        |               |
| Amerikai Liga | Amerikai Liga         | Amerikai Liga               | Amerikai Liga                | Amerikai Liga    | Amerikai Liga | Amerikai Liga | Amerikai Liga | Amerikai Liga |
| ------------- | --------------------- | --------------------------- | ---------------------------- | ---------------- | ------------- | ------------- | ------------- | ------------- |
| Kelet         | Baltimore Orioles     | Baltimore (Maryland)        | Oriole Park at Camden Yards  | 45 971           | 1901*         | 1901*         | [ 2 ]         |               |
| Kelet         | Boston Red Sox        | Boston (Massachusetts)      | Fenway Park                  | 37 949           | 1901          | 1901          | [ 3 ]         |               |
| Kelet         | New York Yankees      | New York (New York)         | Yankee Stadium               | 49 638           | 1901*         | 1901*         | [ 4 ]         |               |
| Kelet         | Tampa Bay Rays        | St. Petersburg (Florida)    | Tropicana Field              | 31 042           | 1998          | 1998          | [ 5 ]         |               |
| Kelet         | Toronto Blue Jays     | Toronto (Ontario)           | Rogers Centre                | 49 282           | 1977          | 1977          | [ 6 ]         |               |
| Közép         | Chicago White Sox     | Chicago (Illinois)          | Guaranteed Rate Field        | 40 615           | 1901          | 1901          | [ 7 ]         |               |
| Közép         | Cleveland Guardians   | Cleveland (Ohio)            | Progressive Field            | 35 225           | 1901          | 1901          | [ 8 ]         |               |
| Közép         | Detroit Tigers        | Detroit (Michigan)          | Comerica Park                | 41 297           | 1901          | 1901          | [ 9 ]         |               |
| Közép         | Kansas City Royals    | Kansas City (Missouri)      | Kauffman Stadium             | 37 903           | 1969          | 1969          | [ 10 ]        |               |
| Közép         | Minnesota Twins       | Minneapolis (Minnesota)     | Target Field                 | 38 871           | 1901*         | 1901*         | [ 11 ]        |               |
| Nyugat        | Houston Astros        | Houston (Texas)             | Minute Maid Park             | 41 676           | 1962 (NL)     | 2013 (AL)     | [ 12 ]        |               |
| Nyugat        | Los Angeles Angels    | Anaheim (Kalifornia)        | Angel Stadium                | 45 957           | 1961          | 1961          | [ 13 ]        |               |
| Nyugat        | Oakland Athletics     | Oakland (Kalifornia)        | RingCentral Coliseum         | 35 067           | 1901*         | 1901*         | [ 14 ]        |               |
| Nyugat        | Seattle Mariners      | Seattle (Washington)        | T-Mobile Park                | 47 943           | 1977          | 1977          | [ 15 ]        |               |
| Nyugat        | Texas Rangers         | Arlington (Texas)           | Globe Life Park in Arlington | 48 114           | 1961*         | 1961*         | [ 16 ]        |               |
| Nemzeti Liga  |                       |                             |                              |                  |               |               |               |               |
| Kelet         | Atlanta Braves        | Atlanta (Georgia)           | SunTrust Park                | 41 500           | 1871* (NA)    | 1876 (NL)     | [ 17 ]        |               |
| Kelet         | Miami Marlins         | Miami (Florida)             | Marlins Park                 | 36 742           | 1993          | 1993          | [ 18 ]        |               |
| Kelet         | New York Mets         | New York (New York)         | Citi Field                   | 41 922           | 1962          | 1962          | [ 19 ]        |               |
| Kelet         | Philadelphia Phillies | Philadelphia (Pennsylvania) | Citizens Bank Park           | 43 651           | 1883          | 1883          | [ 20 ]        |               |
| Kelet         | Washington Nationals  | Washington (D.C.)           | Nationals Park               | 41 313           | 1969*         | 1969*         | [ 21 ]        |               |
| Közép         | Chicago Cubs          | Chicago (Illinois)          | Wrigley Field                | 41 268           | 1874 (NA)     | 1876 (NL)     | [ 22 ]        |               |
| Közép         | Cincinnati Reds       | Cincinnati (Ohio)           | Great American Ball Park     | 42 319           | 1882 (AA)     | 1890 (NL)     | [ 23 ]        |               |
| Közép         | Milwaukee Brewers     | Milwaukee (Wisconsin)       | Miller Park                  | 41 900           | 1969* (AL)    | 1998 (NL)     | [ 24 ]        |               |
| Közép         | Pittsburgh Pirates    | Pittsburgh (Pennsylvania)   | PNC Park                     | 38 362           | 1882 (AA)     | 1887 (NL)     | [ 25 ]        |               |
| Közép         | St. Louis Cardinals   | Saint Louis (Missouri)      | Busch Stadium                | 43 975           | 1882 (AA)     | 1892 (NL)     | [ 26 ]        |               |
| Nyugat        | Arizona Diamondbacks  | Phoenix (Arizona)           | Chase Field                  | 48 519           | 1998          | 1998          | [ 27 ]        |               |
| Nyugat        | Colorado Rockies      | Denver (Colorado)           | Coors Field                  | 50 398           | 1993          | 1993          | [ 28 ]        |               |
| Nyugat        | Los Angeles Dodgers   | Los Angeles (Kalifornia)    | Dodger Stadium               | 56 000           | 1884* (AA)    | 1890 (NL)     | [ 29 ]        |               |
| Nyugat        | San Diego Padres      | San Diego (Kalifornia)      | Petco Park                   | 40 162           | 1969          | 1969          | [ 30 ]        |               |
| Nyugat        | San Francisco Giants  | San Francisco (Kalifornia)  | Oracle Park                  | 41 915           | 1883*         | 1883*         | [ 31 ]        |               |

A csillaggal (*) feltüntetett dátumok a csapat átköltözését jelenti. Részletekért lásd a csapat szócikkét.

### Csapatnevek
Az európai szokásokkal ellentétben az amerikai profi sportban a klubok szabványos struktúrájú nevet választanak. A név két részből áll, az első a földrajzi hely meghatározása (általában a város neve), a második a klubnév, például New York Mets. Először a Nemzeti Ligában használták ezt a formát, majd innen terjedt el nem csak a baseballcsapatoknál, de szinte minden amerikai sportklubnál is. Az ázsiai baseball ligákban sokszor a városnév és a klubnév közé beillesztik a főszponzor nevét is (pl.: Fukuoka SoftBank Hawks).
Eredetileg a férfiak társasági- vagy sportklubjaiban játszottak baseballt szervezett keretek között, ezért az első csapatok egyszerűen a klub nevét kapták: Athletic Club, Mutual Club, Olympic Club, Forest City Club stb. A Nemzeti Szövetség (National Association) 1871-es megalakulásával azonban a csapatok már nem csak a helyi riválisokkal mérkőztek, hanem más városok klubcsapataival is. Ekkor kezdték használni a földrajzi névkiegészítést: Athletics of Philadelphia, Mutuals of New York, Olympics of Washington, Forest Citys of Cleveland. 1876-ban, amikor a Nemzeti Ligát megalapították a profi csapatok már nem kötődtek annyira korábbi klubjaikhoz, ezért olyan nevet választottak, ami alapján a pályán is könnyen felismerhetőek voltak – ez pedig a zokinjuk színe volt: Boston Red Stockings (Bostoni Vörös Zoknisok), Chicago White Stockings (Chicagói Fehér Zoknisok), Hartford Dark Blues (Hartfordi Sötétkékek) stb.
A 20. században a csapatneveket már hivatalosan használták és csapatok tulajdonosai találták ki. A század elején azonban többször is előfordult, hogy a vezetőség által kitalált új nevet a rajongók figyelmen kívül hagyták és továbbra is a régi nevet használták. Ilyen névváltoztatási kísérlet volt a "Boston Braves" átkeresztelése "Boston Bees"-re vagy a "Philadelphia Phillies" "Philadelphia Blue Jays"-re. Egyik új név sem maradt meg.

### Csapatmezek

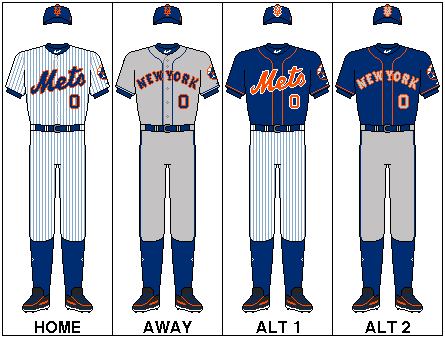
NY Mets mezek: bal oldalon a hazai és az idegenbeli meccsekre, jobb oldalon a különleges mezek

A Major League Baseball szabályai megkövetelik, hogy egy csapat minden játékosa egyforma mezben lépjen pályára.
Minden csapatnak két fajta meze van, egy az otthon játszott, egy az idegenben játszott mérkőzésekre. A hazai mez általában fehér, az idegenbeli pedig szürke és mindkét egyenruhát a csapat színeivel és emblémájával díszítik. A hazai csapat fehér mezére általában a csapat neve például a New York Metsből a Mets van feliratozva, míg a vendég csapat szürke meze a földrajzi megjelölést tartalmazza, vagyis a város, vagy állam nevét, ahonnan a vendég csapat érkezett például Texas Rangersből a Texas, Boston Red Soxból a Boston. Kivételek természetesen itt is vannak például a Philadelphia Phillies az idegenbeli mérkőzésekre szánt szürke mezén is a Phillies csapatnevet viseli a Philadelphia helyett. Az eltérő színű mezek azért alakultak ki, mert annak idején az idegenben játszó csapatnak nehezebb volt megszerveznie a mosást, ezért olyan színt választottak, amin kevésbé látszik meg a piszok.
Az 1990-es évektől kezdve a klubok többet akartak eladni a csapatruhából, ezért többféle mezt is bevezettek. Ma már egyes csapatoknak nem csak kétfajta mezük van, hanem van különleges "vasárnapi mez" vagy edzésmez is. Például a Cincinnati Reds-nak négyféle sapkája van: teljesen piros; piros, fekete ellenzővel; fekete, piros ellenzővel és teljesen fekete. Ennek eredményeképpen ma már nehéz megmondani, mi a csapat hivatalos meze. Előfordul, hogy a hivatalosnak mondott mezt hordják ritkábban, például a New York Metsnél a teljesen kék sapka a hivatalos, de meccseken a fekete-kék sapkát szokták hordani. Ha az adott játéknapra nincs különleges mez, akkor a kezdő dobójátékos szokta eldönteni, hogy melyik mezt használják.
A hivatalos szabályok szerint:
- Minden játékosnak egyforma öltözetben kell lennie egy mérkőzésen.
- Minden játékosnak a hátán kell viselnie a mezszámát.
- Ha az mez alatt hordott póló kilátszik (pl: ujjatlan felső mez esetén), akkor a dobójátékost kivéve a mezszámnak az póló ujján kell lennie.
- A szabályok kis különbséget megengednek a mez ujjának hosszát illetően, de minden játékoson "körülbelül ugyanolyan hosszúnak" kell lennie és a mez ujja nem lehet feltűrve.
- Ragasztószalag vagy bármilyen más színű kiegészítő nem lehet az öltözeten.
- Baseball labdára hasonlító minta nem lehet a mezen. Ezt a szabályt nem szokták betartatni. A Milwaukee Brewers és a Philadelphia Phillies emblémája korábban éveken keresztül baseball labdát ábrázolt, sőt a Brewers 2006-os vasárnapi hazai mezén újra megjelent a labda képe. (A szabály célja természetesen, hogy a játékosok ne tudják megtéveszteni az ellenfelet. Hasonló megkötés van az NFL-ben is.)
- Az öltözéken nem lehet üveg vagy kifényesített fém gomb.
- Nem lehet hirdetés a mezen.
- Nevek: "A Liga előírhatja, hogy a mez hátán szerepelnie kell a játékos vezetéknevének. Ha egy játékos nem a vezetéknevét akarja viselni, akkor ezt a liga elnökének jóvá kell hagyni. Ez esetben a játékos minden mezére ezt a nevet kell írni." Ez ismét egy olyan szabály, amit nem feltétlenül tartatnak be. Több csapatnál nincsenek a mezre írva a nevek, egyes játékosok pedig a keresztnevüket tüntetik fel.

### A Major League játékosainak származása
A 2006-os évad kezdetekor 744 játékos volt leigazolva.
582 (78%) amerikai (beleértve Puerto Ricót): 476 (64%) fehér bőrű, 75 (10%) fekete bőrű, 31 (4%) latin-amerikai származású.
162 (22%) külföldi: 119 (16%) latin-amerikai (76-an a Dominikai Köztársaságból, 43-an Venezuelából), 14 (2%) ázsiai.

### Doppingszerek
A Major League-ben soha nem fordítottak különösebb figyelmet a doppingtesztekre, a 2003-ban kirobbant BALCO botrány azonban előtérbe helyezte ezt a kérdést. A BALCO (Bay Area Laboratory Co-operative) sportolóknak szánt táplálékkiegészítők fejlesztésével foglalkozó központ. Mint a nyomozás kiderítette több profi amerikai sportolónak adtak nem megengedett teljesítményjavító szereket, anabolikus szteroidokat.
Az események hatására 2005-től a Major League-ben is szigorítottak a korábban meglehetősen enyhe doppingellenes szabályokon. Az első pozitív doppingteszt 10 játékra szóló eltiltást jelent, míg korábban a teszten fennakadt játékost csak gyógykezelésre küldték és a nevét sem hozták nyilvánosságra. A 2006-os évadtól kezdve még tovább szigorítottak az előírásokon: az első pozitív teszt után 50 mérkőzésről tiltják el a játékost, a második esetben 100-ról, a harmadik pozitív tesztnél örökre kizárják a vétkes sportolót. Minden versenyzőt évente legalább egyszer, de lehet hogy többször is megvizsgálnak.
Az új szabályozás jobban megfelel a nemzetközi gyakorlatnak. Sokak szerint a szigorúbb doppingellenes szabályok hiánya miatt vették ki 2012-től a baseballt az olimpiai sportágak közül.